# Hua Jianmin
Dans ce nom, le nom de famille, Hua, précède le nom personnel.
Pour les articles homonymes, voir Hua.
Hua Jianmin (华建敏) est un homme politique chinois. Il est né en janvier 1940 à Wuxi dans la province de Jiangsu. Il est secrétaire général du Conseil d'État. Il est ingénieur. Il appartient au Comité central du Parti communiste chinois depuis 2003.